# Ganesha
Ganesha (Thần đầu voi) là một vị thần đáng kính trong Ấn Độ giáo, nhân dạng của thần kỳ dị, với đầu voi mình người. Thần Ganesha là tượng trưng của tài trí, hạnh phúc và thành công. Ngài là con của thần Shiva và nữ thần Parvati.

## Thần sử
Theo truyền thuyết Ganesha là con trai của thần Shiva và nữ thần Parvati. Nữ thần Parvati luôn bị thần Shiva nhìn với con mắt thèm muốn nên nữ thần đã tìm cách tự bảo vệ mình. Do đó bà đã tạo ra thần Ganesha khi Shiva đang trên đường đi săn. Khi Shiva đi săn trở về không nhận ra cơ thể nữ thần Parvati vì chúng được Ganesha che mất. Shiva rất tức tối và đã chặt đứt đầu Ganesha. Paravati cầu xin Shiva để Ganesha được sống và cho Ganesha một cái đầu mới. Để Parvati không đau khổ, Shiva đã ra lệnh chặt đầu con vật đầu tiên thần nhìn thấy gắn làm đầu cho Ganesha. Và con vật ấy là một con voi.
Parvati người đã tạo nên hình hài của thần voi Ganesha (con trai của Shiva và Parvati) từ những phần nhơ nhuốc của cơ thể bà; sau này thần Ganesha đã được ban cho sự sống nhờ nước thánh của thần Ganga. Do đó, Ganesha được xem như có hai bà mẹ—Pārvati và Gangā, và cũng vì thế nên được gọi là Dvaimātura và Gāngeya (con trai của Ganga).

## Tôn thờ và lễ hội
Lễ hội Ganesh Chaturthi là một trong những lễ hội rất quan trọng của người Hindu (theo Ấn Độ giáo) ở Mumbai - người Ấn Độ kỷ niệm ngày sinh của thần Ganesha đầu voi. Hầu hết các giáo phái của đạo Hindu đều tôn thờ Ganesha. Ở phía nam Ấn Độ, Ganesha là thần chính. Nhiều ngày trước lễ hội tượng thần được dựng lên, vào ngày chính hội tượng thần và người dự hội được hóa trang sặc sỡ với màu chủ đạo là màu đỏ.Người tham gia lễ hội vui chơi, ca hát và nhảy múa. Ở Mumbai ngày hội này cũng là ngày nghỉ và họ chúc tụng nhau gặp nhiều may mắn, hạnh phúc.